# Alexander González
Alexander David González (Maracay, 13 settembre 1992) è un calciatore venezuelano, difensore dell'Emelec e della nazionale venezuelana.

## Carriera

### Club
L'11 gennaio 2012 passa al club svizzero dello Young Boys insieme al suo compagno di squadra Josef Martínez.

### Nazionale
Ha partecipato al Campionato sudamericano di calcio Under-20 2011.
Viene convocato per la Copa América Centenario negli Stati Uniti.

## Palmarès

### Competizioni nazionali
- Campionato venezuelano: 1

Caracas: 2009-2010
- Copa Venezuela: 1

Caracas: 2009